# Prémio Satellite de melhor ator coadjuvante no cinema
O Prémio Satellite de melhor ator coadjuvante é um dos Satellite Awards para o cinema que são concedidos anualmente pela International Press Academy.

## Década de 1990
Melhor ator coadjuvante em filme de drama
- 1996 - Armin Mueller-Stahl - Shine
- 1997 - Burt Reynolds - Boogie Nights
- 1998 - Donald Sutherland - Without Limits
- 1999 - Harry J. Lennix - Titus

Melhor ator coadjuvante em filme de comédia ou musical
- 1996 - Cuba Gooding Jr. - Jerry Maguire
- 1997 - Rupert Everett - My Best Friend's Wedding
- 1998 - Bill Murray - Rushmore
- 1999 - William H. Macy - Happy, Texas

## Década de 2000
Melhor ator coadjuvante em filme de drama
- 2000 - Bruce Greenwood - Thirteen Days
- 2001 - Ben Kingsley - Sexy Beast
- 2002 - Dennis Haysbert - Far from Heaven
- 2003 - Djimon Hounsou - In America
- 2004 - Christopher Walken - Around the Bend
- 2005 - Danny Huston - The Constant Gardener (filme)

Melhor ator coadjuvante em filme de comédia ou musical
- 2000 - Willem Dafoe - Shadow of the Vampire
- 2001 - Jim Broadbent - Moulin Rouge!
- 2002 - Michael Constantine - My Big Fat Greek Wedding
- 2003 - Eugene Levy - A Mighty Wind
- 2004 - Thomas Haden Church - Sideways
- 2005 - Val Kilmer - Kiss Kiss Bang Bang

Melhor ator coadjuvante (cinema)
- 2006 - Leonardo DiCaprio - The Departed
- 2007 - Casey Affleck - The Assassination of Jesse James by the Coward Robert Ford / Tom Wilkinson - Michael Clayton
- 2008 - Michael Shannon - Revolutionary Road
- 2009 - Christoph Waltz - Inglourious Basterds

## Década de 2010
- 2010 - Christian Bale - The Fighter
- 2011 - Albert Brooks - Drive
- 2012 - Javier Bardem - Skyfall
- 2013 - Jared Leto - Dallas Buyers Club
- 2014 - J. K. Simmons - Whiplash
- 2015 - Christian Bale - The Big Short
- 2016 - Jeff Bridges - Hell or High Water
- 2017 - Sam Rockwell - Three Billboards Outside Ebbing, Missouri
- 2018 - Richard E. Grant - Can You Ever Forgive Me?